# 5006 Teller
5006 Teller (Provisorisk beteckning: 1989 GL5) är en asteroid i asteroidbältet, upptäckt 5 april 1989 av den amerikanska astronomen Eleanor F. Helin vid Palomarobservatoriet, Kalifornien, USA. Asteroiden har fått sitt namn efter fysikern Edward Teller